# Stazione di Senbokuchō
La stazione di Senbokuchō (仙北町駅?, Senbokuchō-eki) è una stazione ferroviaria situata nella città di Morioka, nella prefettura di Iwate, ed è servita dalla linea principale Tōhoku della JR East.

## Linee ferroviarie
East Japan Railway Company
■ Linea principale Tōhoku

## Struttura
La fermata è costituita da due marciapiedi laterali collegati da sovrappassaggio con due binari passanti. La biglietteria è aperta dalle 7:15 alle 17:50.
| 1 | ■ Linea principale Tōhoku | per Kitakami e Ichinoseki |
| 2 | ■ Linea principale Tōhoku | per Morioka               |

## Stazioni adiacenti
| «                              | Servizio                | »                       |
| Linea principale Tōhoku        | Linea principale Tōhoku | Linea principale Tōhoku |
| ------------------------------ | ----------------------- | ----------------------- |
| Yahaba                         | Locale                  | Morioka                 |
| Yahaba→                        | Rapido Aterui1          | →Morioka                |
| Il rapido "Hamayuri" non ferma |                         |                         |

- 1: solo un treno al giorno in direzione Morioka